# N404 (België)
De N404 is een gewestweg in de gemeente Beveren, België bij de Waaslandhavens. De weg kent een lengte van minimaal 1,2 kilometer en gaat over de Sint-Antoniusweg. De weg is uitgevoerd als 2x2 rijstroken.

## N404 Gent
De N404 lag eerder in de plaats Gent. De weg had een lengte van ongeveer 230 meter en vormde via de Biervlietstraat een verbinding tussen de N430 en de R40.